# Аргада (сельское поселение)
Се́льское поселе́ние «Аргада́» (бур. Аргатын һомон) — муниципальное образование в Курумканском районе Бурятии Российской Федерации.
Административный центр — улус Аргада.

## История
Статус и границы сельского поселения установлены Законом Республики Бурятия от 31 декабря 2004 года № 985-III «Об установлении границ, образовании и наделении статусом муниципальных образований в Республике Бурятия».

## Население
| 2002  | 2011  | 2012  | 2013  | 2014  | 2015  | 2016  |
| ----- | ----- | ----- | ----- | ----- | ----- | ----- |
| 1957  | ↘1877 | ↘1798 | ↘1747 | ↘1649 | ↘1580 | ↘1523 |
| 2017  | 2018  | 2019  | 2020  | 2021  | 2023  | 2024  |
| ↘1429 | ↘1349 | ↘1292 | ↘1250 | ↗1294 | ↘1249 | ↘1209 |

## Состав сельского поселения
| № | Населённый пункт | Тип населённого пункта       | Население |
| - | ---------------- | ---------------------------- | --------- |
| 1 | Аргада           | улус, административный центр | ↘1687     |
| 2 | Булаг            | улус                         | ↘118      |
| 3 | Харамодун        | улус                         | ↗73       |